# Iris nezahatiae
Iris nezahatiae là một loài thực vật có hoa trong họ Diên vĩ. Loài này được Güner & H.Duman mô tả khoa học đầu tiên năm 2007.